# Памятники Светлограда

В Светлограде числится 26 памятников истории и культуры, к ним относятся скульптуры, мемориалы, памятные знаки, мемориальные доски.
Первым памятником Светлограда был мемориал победы.
Над памятниками Светлограда работали скульпторы: Ю. А. Хоменко, А. Н. Ильичёв, И. Д. Семенюк и другие.

## Список памятников и скульптурных композиций Светлограда
| № п/п | Фото | Год установки   | Название | Тема                                   | Место                                     | Статус                                   |
| ----- | ---- | --------------- | --- | -------------------------------------- | ----------------------------------------- | ---------------------------------------- |
| 1     |      | 1967            | Мемориал Славы | Памятники монументального искусства    | Сквер им. А. Гайдара                      | Объект культурного наследия № 2600799000 |
| 2     |      | 2005            | Памятный знак погибшим в Афганистане и Чечне                                                                                  | Памятники монументального искусства    | Сквер им. А. Гайдара                      |                                          |
| 3     |      | 2010            | Памятный знак труженикам тыла                                                                                                 | Памятники монументального искусства    | Сквер им. А. Гайдара                      |                                          |
| 4     |      | 1970            | мемориальный комплекс «Война и дети…»                                                                                         | Памятники монументального искусства    | Сквер Победы                              |                                          |
| 5     |      | 2006            | Памятный знак к 20 летию Чернобыльской катастрофы                                                                             | Памятники монументального искусства    | Сквер им. А. Гайдара                      |                                          |
| 6     |      | 2012            | Сынам России. Героям необъявленных войн                                                                                       | Памятники монументального искусства    | Сквер у церкви                            |                                          |
| 7     |      | 1957            | памятник на братской могиле военинженера А. Д. Лаврова и четырёх неизвестных советских военнопленных, расстрелянных фашистами | Великая Отечественная война            | Педучилище                                | Объект культурного наследия № 2600803000 |
| 8     |      | 1942            | Могила советского воина А. И. Сарана, погибшего в борьбе с фашистами                                                          | Великая Отечественная война            | Выезд с города                            | Объект культурного наследия № 2600804000 |
| 9     |      |                 | Памятник А. П. Гайдару | Памятники монументального искусства    | Сквер им. А. Гайдара                      |                                          |
| 10    |      | 1968            | Памятник В. И. Ленину | Памятники монументального искусства    | площадь 50 лет Октября                    |                                          |
| 11    |      | 1978            | Памятник В. И. Ленину | Памятники монументального искусства    | площадь 60 лет Октября                    |                                          |
| 12    |      | 1967            | Обелиск Р. С. Николаенко | Памятники монументального искусства    | Гимназия № 1                              | Объект культурного наследия № 2600800000 |
| 13    |      | 1978            | Обелиск Н. П. Мирошниченко | Памятники монументального искусства    | Лицей № 3                                 |                                          |
| 14    |      | 1985            | Обелиск И. Е. Бутенко | Памятники монументального искусства    | Школа № 2                                 |                                          |
| 15    |      | 1986            | Памятный знак на месте посадки деревьев ветеранами 133 гмп                                                                    | Великая Отечественная война            | Сквер им. А. Гайдара                      |                                          |
| 16    |      | 1944            | Памятник разведчикам 44 армии                                                                                                 | Великая Отечественная война            | Городское кладбище № 1                    |                                          |
| 17    |      | 1944            | Памятник на могиле рядового Дьячкова П. Г.                                                                                    | Великая Отечественная война            |                                           |                                          |
| 18    |      | 1942            | Братская могила мирных жителей, расстрелянных фашистами                                                                       | Великая Отечественная война            | С северо-восточной стороны горы Баранечей | Объект культурного наследия № 2600805000 |
| 19    |      | 1986            | Стела 200-летия Светлограда                                                                                                   | Памятные даты                          | кольцевая развязка                        |                                          |
| 20    |      | 1980            | Аист — символ гостеприимства города                                                                                           | Памятный знак                          | Перекрёсток улиц Николаенко и 9 го января |                                          |
| 21    |      | 1997            | Обелиск В. В. Воробьёву | Участник I чеченской кампании          | Петровское РОВД                           |                                          |
| 22    |      |                 | Дом, в котором родился и жил герой советского союза П. И. Харченко                                                            | Дом героя Советского Союза             | ул. Харченко                              | Объект культурного наследия № 2600802000 |
| 23    |      |                 | Дом, в котором родился и жил герой советского союза И. Е. Бутенко                                                             | Дом героя Советского Союза             | ул. Бутенко                               | Объект культурного наследия № 2600798000 |
| 24    |      |                 | Дом, в котором родился и жил кавалер ордена славы трёх степеней Кириченко А. И.                                               | Дом кавалер ордена славы трёх степеней | ул. Театральная                           | Объект культурного наследия № 2600801000 |
| 25    |      | 9 мая 1974 года | Памятник воинам-землякам, погибшим в 1941-1945 годах                                                                          | Памятники монументального искусства    | Сквер Победы                              |                                          |

## Мемориальные доски
В честь известных Светлоградцев установлен ряд мемориальных досок:
| Фото | Год установки | В честь кого/чего установлена | Надпись на доске                                                                                 | Авторы | Тема                                                               | Место установки       |
| ---- | ------------- | ----------------------------- | ------------------------------------------------------------------------------------------------ | ------ | ------------------------------------------------------------------ | --------------------- |
|      |               | Севрюков М. С.                |                                                                                                  |        | Заслуженный деятель искусств России                                | Районный Дом Культуры |
|      |               | Малыгин И. В.                 | В этом доме жил И. В. Малыгин.                                                                   |        | революционер                                                       | Ленина улица          |
|      | 2011          | Гончаров Ю. Г.                |                                                                                                  |        | Воевал в Афганистане. Награждён орденом Красной Звезды (посмертно) | Гимназия № 1          |
|      |               | Синенко В. Д.                 | В этом доме жил полный кавалер ордена славы Синенко Василий Дмитриевич (13/09/1921 — 08/01/2004) |        |                                                                    | Красная улица         |